# Les Pédales et leurs ami•es entre les révolutions
 (octobre 2023).
La mise en forme du texte ne suit pas les recommandations de Wikipédia : il faut le « wikifier ».
Les points d'amélioration suivants sont les cas les plus fréquents. Le détail des points à revoir est peut-être précisé sur la page de discussion.
- Les titres sont pré-formatés par le logiciel. Ils ne sont ni en capitales, ni en gras.
- Le texte ne doit pas être écrit en capitales (les noms de famille non plus), ni en gras, ni en italique, ni en « petit »…
- Le gras n'est utilisé que pour surligner le titre de l'article dans l'introduction, une seule fois.
- L'italique est rarement utilisé : mots en langue étrangère, titres d'œuvres, noms de bateaux, etc.
- Les citations ne sont pas en italique mais en corps de texte normal. Elles sont entourées par des guillemets français : « et ».
- Les listes à puces sont à éviter, des paragraphes rédigés étant largement préférés. Les tableaux sont à réserver à la présentation de données structurées (résultats, etc.).
- Les appels de note de bas de page (petits chiffres en exposant, introduits par l'outil «  Source ») sont à placer entre la fin de phrase et le point final[comme ça].
- Les liens internes (vers d'autres articles de Wikipédia) sont à choisir avec parcimonie. Créez des liens vers des articles approfondissant le sujet. Les termes génériques sans rapport avec le sujet sont à éviter, ainsi que les répétitions de liens vers un même terme.
- Les liens externes sont à placer uniquement dans une section « Liens externes », à la fin de l'article. Ces liens sont à choisir avec parcimonie suivant les règles définies. Si un lien sert de source à l'article, son insertion dans le texte est à faire par les notes de bas de page.
- La présentation des références doit suivre les conventions bibliographiques. Il est recommandé d'utiliser les modèles {{Ouvrage}}, {{Chapitre}}, {{Article}}, {{Lien web}} et/ou {{Bibliographie}}. Le mode d'édition visuel peut mettre en forme automatiquement les références.
- Insérer une infobox (cadre d'informations à droite) n'est pas obligatoire pour parachever la mise en page.

Pour une aide détaillée, merci de consulter Aide:Wikification.
Si vous pensez que ces points ont été résolus, vous pouvez retirer ce bandeau et améliorer la mise en forme d'un autre article.
Les Pédales et leurs ami•es entre les révolutions est un roman fantastique et queer écrit par Larry Mitchell en 1977, avec des illustrations de Ned Asta. Le roman est tiré de l'expérience de Mitchell au sein de la vie communautaire queer dans les années 1970, avec un accent particulier sur les thèmes de la libération sexuelle et de la lutte contre l'assimilation culturelle.

## Synopsis
Décrit par Artforum comme un « conte de fées - cum - manifeste », The Fagots & Their Friends Between Revolutions est une série de vignettes allégoriques se déroulant dans l'empire en déclin de Ramrod, gouverné par « les hommes » ( une société patriarcale ) sous le règne de de Warren-And-His-Fuckpole, tandis que les «pédales » éponymes (homosexuels) vivent en communauté, produisent de l'art, ont des relations sexuelles et attendent la prochaine révolution. Leurs « amies » incluent les « femmes fortes » ( féministes ), les « reines » ( drag queens ), les « femmes qui aiment les femmes » ( lesbiennes ) et les « fées » (les fées radicales ), entre autres. Parmi les pédales se distinguent les « hommes queer » – des hommes homosexuels qui sont enfermés ou qui se sont assimilés à la société patriarcale. Le roman est principalement non narratif et est composé en grande partie d'une combinaison d'épisodes d'une seule page, d'écritures poétique en prose.

## Contexte et publication
Mitchell a été inspiré pour écrire The Fagots & Their Friends Between Revolutions par un voyage au Castro à San Francisco au début des années 1970. Il a basé le roman en partie sur son expérience de vie à Lavender Hill, une commune queer d'Ithaca, New York, dont Mitchell et Asta étaient membres fondateurs.
Larry Mitchell a conçu le livre en réaction au manque de littérature gay contemporaine ;  il avait initialement prévu que Les pédés et leurs amis entre les révolutions soient un livre d'images pour enfants illustré par Asta, mais il deviendrait finalement un roman en prose illustré.
Le roman a été publié pour la première fois en 1977 par Calamus Press, fondée par Mitchell pour auto-éditer le livre à la suite des rejets de nombreux éditeurs.
Le livre a ensuite été épuisé, jusqu'à ce qu'il soit réédité deux fois dans les années 2010 : d'abord en 2016 par Pocketed Books, et de nouveau en 2019 par Nightboat Books pour marquer le cinquantième anniversaire des émeutes de Stonewall.
La réédition 2019 comprend une nouvelle préface de Tourmaline et une introduction de Morgan Bassichis . Le livre a été traduit en france en 2023 par les éditions du commun.

## Adaptations
En 2017, une adaptation musicale en trois parties de The Fagots & Their Friends Between Revolutions a été mise en scène par Morgan Bassichis au New Museum.
En 2023, dans le cadre du Festival international de Manchester, une adaptation musicale du compositeur Philip Venables et du réalisateur Ted Huffman a été réalisée,.

## Réception et héritage
Des années après sa sortie, le livre a proliféré grâce à des reproductions photocopiées non officielles (et plus tard au format PDF ) et a développé une forme de culte .